# Droppen urholkar stenen
Droppen urholkar stenen är ett album av Peps Blodsband, släppt 1976 av skivbolaget Sonet Grammofon AB. Albumet spelades in i Bruno Glenmarks studio Glen Studio i Stocksund i Danderyds kommun i Stockholms län.

## Låtlista
1. "Liden såg" ("Small Axe" – Bob Marley) – 5:54
2. "Varför blev jag terrorist" (Göran Weihs) – 5:51
3. "Rus" (Peps Persson) – 3:16
4. "Det roliga é slut" ("Goin' Down Slow" – James B Oden) – 5:28
5. "Babylon" (Peps Persson) – 5:37
6. "Identitet" (Peps Persson) – 3:49
7. "Vilddjurets tecken" ("Mark Of The Beast" – Peter Tosh) – 4:26
8. "Hem, hem, hem" (Peps Persson) – 4:07

## Medverkande
Musiker
- Peps Persson – sång, rytmgitarr, sologitarr, altsaxofon, trombon, munspel, clavinet, percussion, bakgrundssång
- Bo Skoglund – trummor, tenorsaxofon, percussion, bakgrundssång
- Brynn Settels – orgel, piano, melodika, mellotron, basgitarr, tenorsaxofon, altsaxofon, percussion, bakgrundssång
- Göran Weihs – basgitarr, trumpet, rytmgitarr, sång, percussion, bakgrundssång
- Sam Charters – trumpet (spår 5), bakgrundssång (spår 7)
- Anita Franzén – bakgrundssång (spår 7)

Produktion
- Sam Charters – musikproducent
- Lasse Gustavsson – ljudtekniker
- Jan Hesseldahl – omslagsdesign
- Björn Stenholm, Pelle Holmström, Bengt H. Malmqvist – foto